# Grande Rússia

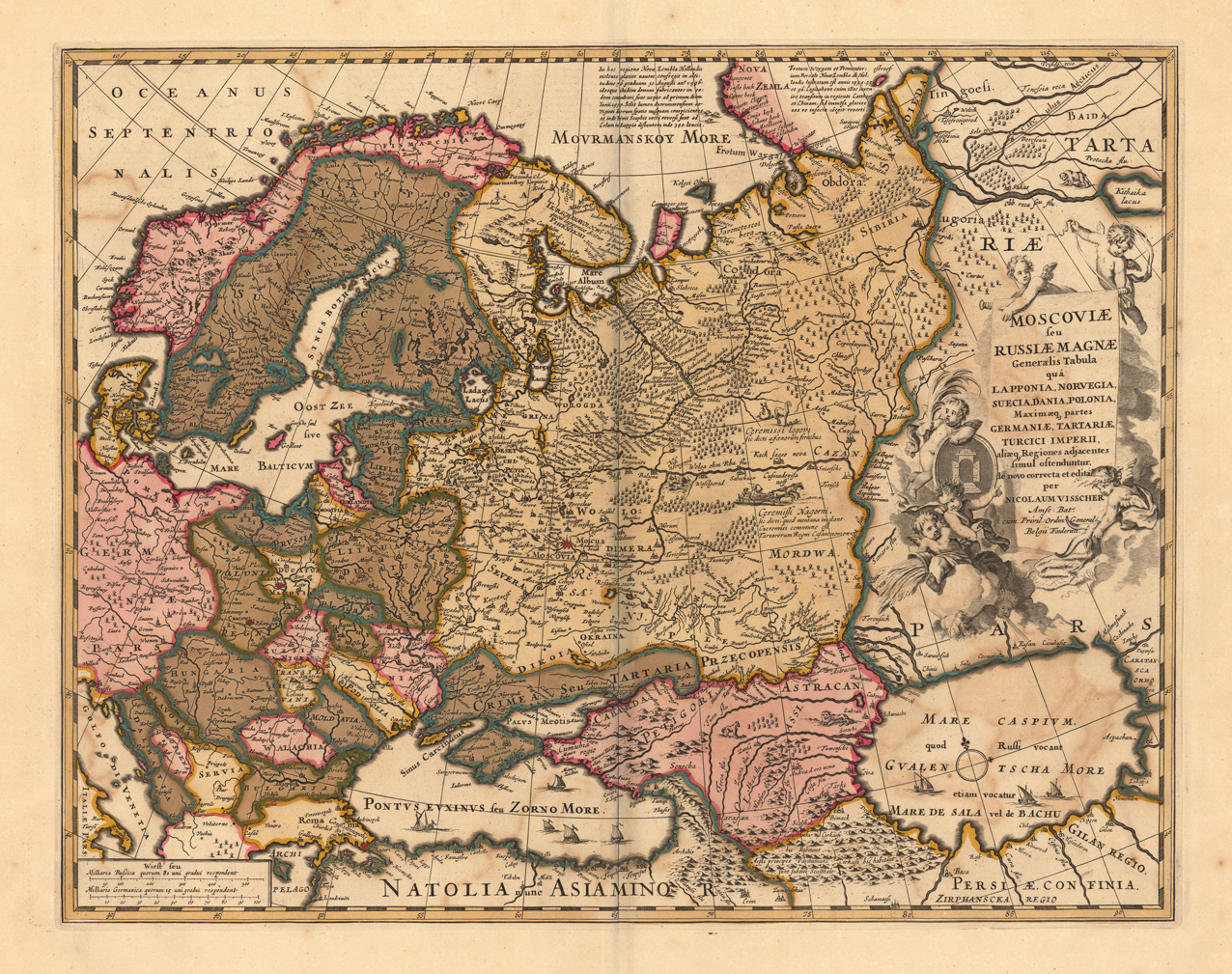
Nicolau Fischer II (1649-1702) - "Mapa da Moscóvia ou Grande Rússia" (lat. MOSCOVIAE seu RUSSIAE MAGNAE Generalis Tabula), 1681.

Grande Rússia (em russo:  Вели́кая Ро́ссия, Великоро́ссия, transl. Velikaya Rossiya, Velikorossiya, em grego:  μεγάλη Ῥωσία, em latim: Russia/Ruthenia magna/maior) ou Grande Rus (em russo:  Великая Русь, transl. Velikaya Rus') é a designação, anteriormente usada, dos territórios russos propriamente ditos, que formavam o núcleo territorial da Moscóvia e que mais tarde formariam a Rússia.
Essa era a terra de origem dos russos étnicos e onde ocorreu a etnogênese dos (grandes) russos. Diz-se que o nome veio do grego Μεγάλη Ῥωσ(σ)ία, Megálē Rhōs(s)ía usado pelos bizantinos para a parte norte das terras de Rus'.
Os czares russos adotaram o termo, de 1654 a 1721, e o seu título oficial incluía os termos (em tradução literal): "Soberano de Toda a Rus': a Grande, a Pequena, e a Branca".